# Karl Anton Rohan
Karl Anton Prinz Rohan (* 9. Januar 1898 in Loosdorf; † 17. März 1975 in Salzburg) war ein österreichischer politischer Schriftsteller.

## Herkunft
Karl Anton Rohan stammte aus dem gleichnamigen Adelsgeschlecht. Seine Eltern waren der 12. Fürst Alain von Rohan (1853–1914) und dessen Ehefrau Johanna von Auersperg (1860–1922).

## Leben
Er war Gutsbesitzer in Schloss Albrechtsberg bei Loosdorf in Niederösterreich. Von 1916 bis 1918 leistete er Kriegsdienst. Im Jahr 1924 gründete er den Verband für kulturelle Zusammenarbeit (Europäischer Kulturbund). Von 1925 bis 1936 gab Karl Anton Rohan die Europäische Revue heraus. Er vertrat ein elitär-konservativ geprägtes Konzept des „Abendlandes“, das er der christdemokratischen Idee eines Paneuropa entgegenstellte. An den internationalen Tagungen seines Kulturbundes nahmen u. a. Hugo von Hofmannsthal, Paul Valéry, Max Beckmann und Carl Schmitt teil.
Karl Anton Rohan und Richard Nikolaus Coudenhove-Kalergi galten als persönlich verfeindet; Rohan hielt die Paneuropa-Idee für konstruiert, traditionsfeindlich und rationalistisch. Zu den Förderern seines Kulturbundes gehörte Josef Redlich; aber auch Ignaz Seipel fühlte sich Rohans Abendland-Ideologie verbunden.
Während der 1930er-Jahre trat er ähnlich wie Alois Hudal für eine Annäherung zwischen Christentum und Nationalsozialismus ein. Er war allerdings für ein unabhängiges nationalsozialistisches Österreich. Trotzdem beteiligte Rohan sich nach dem 1938 erfolgten Anschluss Österreichs an das Deutsche Reich mit einem Beitrag am Bekenntnisbuch österreichischer Dichter (herausgegeben vom Bund deutscher Schriftsteller Österreichs), das den Anschluss begeistert begrüßte. Zum 1. Mai 1938 trat er der NSDAP bei (Mitgliedsnummer 6.234.513). Da er jedoch nicht bereit war, seine Idee eines unabhängigen Österreich und eines vereinten Europa auf katholisch-aristokratischer Grundlage aufzugeben, geriet er im „Dritten Reich“ rasch ins politische Abseits. Zudem hatte er in seinem Buch Schicksalsstunde Europas vor den Vorbereitungen zu einem neuen Weltkrieg gewarnt.
Im Zweiten Weltkrieg war Rohan im Nachrichtendienst tätig. Nach 1945 arbeitete er bei den Zeitschriften Die Aula und Neue Ordnung.
In der Deutschen Demokratischen Republik wurden seine Schriften Moskau (Untertitel: „Ein Skizzenbuch aus Sowjetrussland“; G. Braun Buchverlag, Karlsruhe 1927) und Schicksalsstunde Europas (Untertitel: „Erkenntnisse und Bekenntnisse, Wirklichkeiten und Möglichkeiten“; Leykam, Graz 1937) auf die Liste der auszusondernden Literatur gesetzt.
Im Jahr 1972 erhielt er die Liebieg-Medaille des Heimatkreises Reichenberg in Augsburg.

## Familie
Rohan heiratete 1933 in Budapest Maria von Apponyi (1899–1967), eine Tochter des Präsidenten des ungarischen Abgeordnetenhauses Albert von Apponyi (1846–1933). Das Paar hatte zwei Söhne, darunter Karl-Alain Rohan, der 14. Fürst.

## Veröffentlichungen (Auswahl)
- Umbruch der Zeit 1923-1930, Berlin 1930.
- Schicksalsstunde Europas, Graz 1937.
- Heimat Europa. Erinnerungen und Erfahrungen, Düsseldorf 1954.
- Die Deutschen und die Welt. Wie sehen die anderen Völker die Deutschen?, Eckartschriften Heft 32, Österreichische Landsmannschaft, Wien 1969